# Manuel Corona
Manuel Corona Raimundo (Caibarién, Las Villas, 17 de junho de 1880 — Marianao, Havana, 9 de janeiro de 1950) foi um violonista e compositor cubano, conhecido por uma longa rivalidade artística com o também compositor Sindo Garay.

## Biografia
Manuel Corona nasceu em Caibarién, na província de Las Villas, no dia 17 de junho de 1880. Ao término da guerra de independência cubana, se mudou para Havana onde começou a trabalhar como engraxate e tabaqueiro supervisor de uma fábrica de tabaco. 
Seu supervisor na fábrica de tabaco lhe ensinou a tocar o violão e em 1905 começou a tocar em um botequim na zona de prostituição de San Isidro, frequentada por personagens famosos do mundo baixo de Havana. A zona era controlada pelo cafetão (chulo) Alberto Yarini (1882–1910), que se tornou famoso por introduzir prostitutas francesas (chamadas putas) dispostas a realizar atos mais lascivos do que até mesmo os cubanos estavam acostumados. As francesas cortaram drasticamente o lucro das cubanas e o resultado foi uma guerra de gangues na qual Yarini foi morto; Corona esteve presente durante todo esse tempo, cantando e tocando para os apostadores, as prostitutas e os cafetões. Ele e uma das mulheres acabaram criando um caso de amor, e logo seu cafetão estava a sua procura. Em uma de suas composições, Corona diz "Ela era uma prostituta e tinha seu homem, mas eu gostava dela". O cafetão veio atrás dele com uma faca e um corte na mão o impediu de tocar violão novamente. A partir de então ele viveu de suas composições.
Gostava de se reunir em encontros sociais e clubes de família, onde mostrava suas habilidades como músico e compositor. De acordo com a musicóloga María Teresa Linares, Manuel gostava de interagir com outros compositores às vezes através de contestaciones, que não eram nada mais do que respostas para outras canções. É o caso da canção "Animada" que foi escrita como resposta para a canção "Timidez".
Compôs centenas de canções, algumas das mais conhecidas são "Longina", "Santa Cecilia", "La Alfonsa" e "Aurora". Também cultivou outras formas de música popular, como é o caso das guarachas "El servicio obligatorio" e "Cómo está Lola".
Corona faleceu em 1950 em meio ao esquecimento e a pobreza.